# Кодмани, Бассма
Бассма Кодмани (араб. بسمة قضماني‎; 29 апреля 1958, Дамаск — 2 марта 2023, Париж) — сирийский политолог, общественный деятель и диссидент. Бывший пресс-секретарь Сирийского национального совета (СНС). Возглавляла Инициативу по арабской реформе — сеть независимых политических объединений, выступающих за демократизацию в странах арабского мира.

## Биография
Родилась 29 апреля 1958 года в Дамаске, училась в христианской школе École Franciscaine. Отец Бассмы — Назем Кодмани, — дипломат, бывший глава сирийской дипмиссии в Париже, участвовал в восстановлении дипотношений между странами после Суэцкого кризиса. После поражения Сирии в Шестидневной войне 1967 года он выступил с критикой главы ведомства, за что получил полгода тюрьмы. Это побудило его навсегда покинуть Сирию и вместе с семьёй он перебрался в соседний Ливан, где они прожили около трёх лет (1968—1971). Затем в 1971 году семья Кодмани переехала в Лондон, где отец Бассмы получил работу в Организации Объединённых Наций.
Скончалась 2 марта 2023 года в Париже после борьбы с раком груди.

## Образование и академические достижения
Бассма Кодмани училась в Институте политических исследований в Париже, где получила степень доктора политических наук. Из-за своего чувства принадлежности к арабскому миру она отказалась от карьеры во французской дипломатической службе и решила сосредоточиться на изучении международных отношений. Она работала во Французском институте международных отношений (IFRI) в Париже, где создала и руководила Ближневосточной программой с 1981 по 1998 год. В этот момент она поняла, что её больше не интересует простое изучение арабского мира как темы для исследовать. Она хотела «внести свой вклад в его будущее». Она провела семь лет в Египте, где руководила программой управления и международного сотрудничества для Ближнего Востока и Северной Африки в Фонде Форда.
В 2005 году Бассма Кодмани стала исполнительным директором Инициативы арабских реформ, сети аналитических центров и политических институтов, занимающихся изучением арабского мира.
С 2005 по 2006 год она также была старшим приглашённым научным сотрудником в Коллеж де Франс. С 2007 по 2009 год она была старшим советником по международному сотрудничеству Французского национального исследовательского совета и младшим научным сотрудником в Центре международных исследований и исследований (CERI-Sciences Po) с 2006 по 2007 год.
Бассма Кодмани определила себя как «арабскую женщину с западным интеллектуальным образованием (...) и воспитанную в соответствии с этикой ислама».
В 2012 году она посетила Бильдербергскую конференцию в качестве «международного» участника.

### Арабская инициатива реформ
В 2005 году Бассма Кодмани учредила Инициативу арабских реформ (ARI), консорциум независимых арабских исследовательских и политических институтов с партнёрами из США и Европы. Инициатива арабских реформ была создана по инициативе четырёх директоров арабских институтов политических исследований, которые выбрали партнёрство с четырьмя европейскими и одним американским аналитическим центром US/Middle East Project. Посредством политических рекомендаций и исследований ARI поставила перед собой заявленную цель продвижения реформ и демократизации в арабском мире. Он надеется инициировать диалог между политическими институтами в арабском мире, чтобы «улучшить понимание лиц, принимающих решения, и лидеров мнений по вопросам реформ в арабском мире». Кроме того, инициатива арабских реформ «направлена на повышение осведомленности арабского мира об успешных переходах к демократии в других частях мира.

### Академическая работа
Бассма Кодмани написала много книг о Ближнем Востоке и арабском мире на английском и французском языках. Некоторые из тем её публикаций: демократизация в арабском мире, политические изменения в Магрибе, палестинская диаспора, стратегии арабских государств с исламистскими движениями, региональная безопасность и страны Персидского залива.
Кодмани также работала «консультантом в различных международных корпорациях, правительственных агентствах, европейских учреждениях и министерствах, часто комментировал международные радио и телевизионные сети и регулярно писал статьи в арабской, французской и международной прессе».

## Карьера
До 2011 года она была старшим советником директора академической программы Международной дипломатической академии. С 2007 по 2009 год она была старшим советником по международному сотрудничеству Французского национального исследовательского совета и младшим научным сотрудником в Центре международных исследований и исследований (CERI-Sciences Po) с 2006 по 2007 год. старший приглашённый научный сотрудник Коллеж де Франс с 2005 по 2006 год.
С 1981 по 1998 год она основала и руководила ближневосточной программой во Французском институте международных отношений (IFRI) в Париже и была адъюнкт-профессором международных отношений в Университете Париж 1 Пантеон-Сорбонна и Университете Париж-Эст-Марн-ла-Валле.
Кодмани также была лауреатом Премии Раймонда Джориса за инновационную филантропию 2011 года, учреждённой Фондом Меркатора, «приза за выдающийся вклад в европейскую филантропию» за роль её организации «Инициатива арабских реформ» в продвижении демократии в контексте «арабской весны».
Бассма Кодмани получила степень доктора политических наук в Институте политических исследований в Париже. Она являлась автором нескольких книг, научных работ и статей на французском и английском языках по вопросам демократизации в арабском мире, палестинской диаспоры, израильско-палестинского конфликта, стратегий арабских государств по отношению к исламистским движениям, политических изменений в Северной Африке и региональных безопасность. Её последняя книга на сегодняшний день «Abattre les Murs» («Разрушая стены»), опубликованная в 2008 году.

## Политическая роль в сирийском восстании 2011—2012 годов
После начала сирийского восстания 2011—2012 годов Бассма Кодмани заняла видное место в оппозиции правительству Башара Асада. Она регулярно писала статьи, приветствуя призыв протестующих к демократии в Сирии и осуждая «жестокие репрессии Башара Асада и использование им сектантской стратегии для подрыва восстания».
В июле 2011 года Бассма Кодмани написала в статье, опубликованной в The New York Times, утверждая, что ключ к успеху сирийского восстания заключается в переходе на сторону алавитского населения в целом (а не армии) с революцией. Она предложила оппозиции предоставить гарантии защиты общине алавитов, чтобы побудить их «отказаться от поддержки» правительства Асада.

### Сирийский национальный совет
15 сентября 2011 года было официально объявлено о создании Сирийского национального совета. Бассма Кодмани была пресс-секретарём Сирийского национального совета, политической зонтичной организации, объединяющей различные оппозиционные группы внутри и за пределами Сирии. Она также была членом исполнительного комитета вместе с другими членами сирийской оппозиции, такими как Бурхан Гальюн, Абдулбасет Сиеда, Абдулахад Астефо, Хайтам аль-Малех, Ахмед Рамадан, Самир Нашар и Мохаммад Фарук Тайфур. Она была членом Национального блока.
В своём заявлении о миссии Сирийский национальный совет позиционирует себя как «политическую зонтичную организацию», которая «стремится представлять сирийскую революцию, политически воплощая её устремления в свержении режима; добиться демократических изменений; и построить современное, демократическое и гражданское государство». Он надеется объединить усилия оппозиции и революционных комитетов в свержении режима Асада и обеспечении перехода Сирии к демократии. Он также надеется сформировать переходное правительство для надзора за делами государства в случае падения режима.
28 октября 2011 года она выразила обеспокоенность повторением ливийского сценария (с насильственным свержением Муаммара Каддафи) в Сирии. Она предостерегала от милитаризации конфликта и настаивала на том, что революция не была сектантской, а охватила все фракции сирийского общества. Она также возлагала надежды на умножение актов гражданского неповиновения, поскольку их «можно обобщать, развивать и расширять. Это потому, что они носят мирный характер. Их поддержат предприятия и другие лица, которые боятся военных издержек. Мирные методы являются обобщаемыми».
Однако Бассма Кодмани пришла пересмотреть свою позицию относительно мирного характера восстания. По её словам, сейчас перед оппозицией стоит два варианта: «усиленная милитаризация местного сопротивления или иностранное вмешательство». С учётом того, что Китай и Россия вето препятствуют принятию резолюции Совета Безопасности ООН, сценарий международного вмешательства вряд ли развернётся. В результате, в условиях роста дезертирства среди военнослужащих и эскалации насилия в Сирии, Сирийский национальный совет (СНС) и Свободная сирийская армия (ССА) в январе 2012 года — правительственные повстанцы воюют в Сирии. Об этом заявила официальный представитель Сирийского национального совета.(SNC), что обязанностью оппозиции было «помочь повстанцам». Хотя она утверждала, что СНС не будет поставлять оружие непосредственно Свободной сирийской армии (ССА), он предоставит средства, чтобы «держать ССА на плаву». По этой причине пожертвования можно делать на веб-сайте SNC. По её оценкам, в конце 2011 года число повстанцев составляло от 20 000 до 30 000 человек. По её словам, главная задача состоит в том, чтобы преодолеть внутреннюю напряжённость внутри ССА между теми, кто дезертировал раньше, такими как полковник Риад аль-Асаад, и более старшими офицерами, а также скоординировать действия ССА в качестве главной «стратегической цели». Это тем более сложно, учитывая тот факт, что повстанцы не сосредоточены в одном географическом районе (таком как Бенгази в Ливии), а разбросаны по всей территории.
В феврале 2012 года разгорелся спор по поводу участия Бассмы Кодмани во французской телепрограмме с участием израильских писателей ещё в 2008 году. Видео, размещённое на YouTube, показывает избранные отрывки из программы и обвиняет Бассму Кодмани в защите Израиля за то, что он заявил, что «нам нужен Израиль в регионе», опустив остальную часть предложения, в котором говорилось, что «при условии, что оно установит свои границы и установит условия своих отношений со своими соседями». В ответ на эти обвинения Бассма Кодмани опубликовала ответ, в котором поясняется, что видео было сфабриковано для чтобы навредить своей репутации, так как она вырвала ответы из контекста и вырезала всё, что она говорила в защиту прав арабов, мусульман и палестинцев. Она назвала это видео не чем иным, как попыткой правительства дестабилизировать Сирийский национальный совет.
В июле 2013 года она подписала открытое письмо президенту Франции Франсуа Олланду, призывая к созданию бесполётной зоны в Сирии. В 2022 году Кодмани публично появилась в качестве члена Совета Сирийской хартии, сирийской инициативы гражданского общества семей, племён и общественных лидеров как из контролируемой правительством Сирии, так и из сирийской диаспоры.

## Награды
- Рыцарь ордена Почетного легиона (2012)[28].